# Етиопски вук
Етиопски вук (Canis simensis) је врста сисара из породице паса.

## Распрострањење
Ареал врсте је ограничен на једну државу. Врста има станиште само у Етиопији.

## Станиште
Станишта врсте су планине и травна вегетација. Врста је по висини распрострањена до 3.000 метара надморске висине.

## Угроженост
Ова врста се сматра угроженом.